# Энциклопедия «Слова о полку Игореве»
Энциклопедия «Слова о полку Игореве» — фундаментальное справочное издание, посвящённое историческим персонажам и событиям, описанным в «Слове о полку Игореве», а также истории находки, изучении, исследователях, переводчиках и иллюстраторах памятника древнерусской литературы.
Энциклопедия подготовлена учёными сектора древнерусской литературы Института русской литературы РАН (Пушкинский Дом) и издана в 1995 году санкт-петербургским научным издательством «Дмитрий Буланин». Объём издания: 5 томов.

## Редакционная коллегия
- член-корр. РАН Л. А. Дмитриев
- акад. Д. С. Лихачёв
- д.фил.н. С. А. Семячко
- д.фил.н. О. В. Творогов (ответственный редактор)

## Состав издания
- Энциклопедия «Слова о полку Игореве»: В 5 томах / Рос. акад. наук. Ин-т рус. лит. (Пушкин. дом). — СПб.: Дмитрий Буланин, 1995. — Т. 1: А — В. — 280 с. — 5000 экз. — ISBN 5-86007-009-8.
- Энциклопедия «Слова о полку Игореве»: В 5 томах / Рос. акад. наук. Ин-т рус. лит. (Пушкин. дом). — СПб.: Дмитрий Буланин, 1995. — Т. 2: Г — И. — 336 с. — 5000 экз. — ISBN 5-86007-012-8.
- Энциклопедия «Слова о полку Игореве»: В 5 томах / Рос. акад. наук. Ин-т рус. лит. (Пушкин. дом). — СПб.: Дмитрий Буланин, 1995. — Т. 3: К — О. — 392 с. — 5000 экз. — ISBN 5-86007-015-2.
- Энциклопедия «Слова о полку Игореве»: В 5 томах / Рос. акад. наук. Ин-т рус. лит. (Пушкин. дом). — СПб.: Дмитрий Буланин, 1995. — Т. 4: П — Слово. — 336 с. — 5000 экз. — ISBN 5-86007-029-2.
- Энциклопедия «Слова о полку Игореве»: В 5 томах / Рос. акад. наук. Ин-т рус. лит. (Пушкин. дом). — СПб.: Дмитрий Буланин, 1995. — Т. 5: Слово Даниила Заточника — Я. Дополнения. Карты. Указатели. — 400 с. — 5000 экз. — ISBN 5-86007-030-6.